# Fiebrigella asiatica
Fiebrigella asiatica är en tvåvingeart som först beskrevs av Becker 1910.  Fiebrigella asiatica ingår i släktet Fiebrigella och familjen fritflugor. Inga underarter finns listade i Catalogue of Life.